# Výr bengálský
Výr bengálský (Bubo bengalensis) je druh sovy patřící do rodu Bubo. Dříve byl uváděn jako poddruh výra velkého. Vyskytuje se na indickém subkontinentu, nejčastěji v lesích se skalnatým a členitým terénem. Patří mezi velké druhy sov a vyznačuje se svým hlasitým, hlubokým voláním, zvaným houkání. Poznat je lze podle typicky „ušatých“ chomáčů na hlavě.

## Popis
Tento druh byl dříve a dodnes někdy bývá označován za poddruh výra velkého. Jejich vzhled je velmi podobný, jen s drobnými rozdíly. Obrys obličeje je zřetelněji oddělen černě zbarveným okrajem, což u výra velkého eurasijského není tak markantní. Někteří biologové navíc upozorňují na trochu jiné zbarvení peří a rozměry, které by mohly dokazovat, že se jedná o jiný druh v rámci rodu Bubo.

## Chování a rozmnožování
Výr bengálský se ozývá svým charakteristickým hlubokým houkáním zejména kolem února, kdy dochází nejčastěji k námluvám. Pár dokáže své hnízdo bránit proti komukoli, kdo se k němu přiblíží. Hnízdění probíhá někdy už od listopadu až do dubna. Hnízdo bývá situováno nejčastěji na chráněné skalní římsy, do výklenků či přímo pod křoví nebo jiný porost na zem. Pár se často na svá hnízda každoročně vrací. Vejce jsou krémově bílá, většinou jich není více než tři nebo čtyři. Mláďata se líhnou po 33 dnech a na rodičích jsou často závislá až půl roku.

## Potrava
Výr bengálský se živí nejčastěji hlodavci. V jeho jídelníčku se však hojně objevují i ptačí druhy. Jmenovitě třeba holubi, koroptve, krahujec šikra nebo i sýček brahmínský.